# デュースブルク・ノルト景観公園

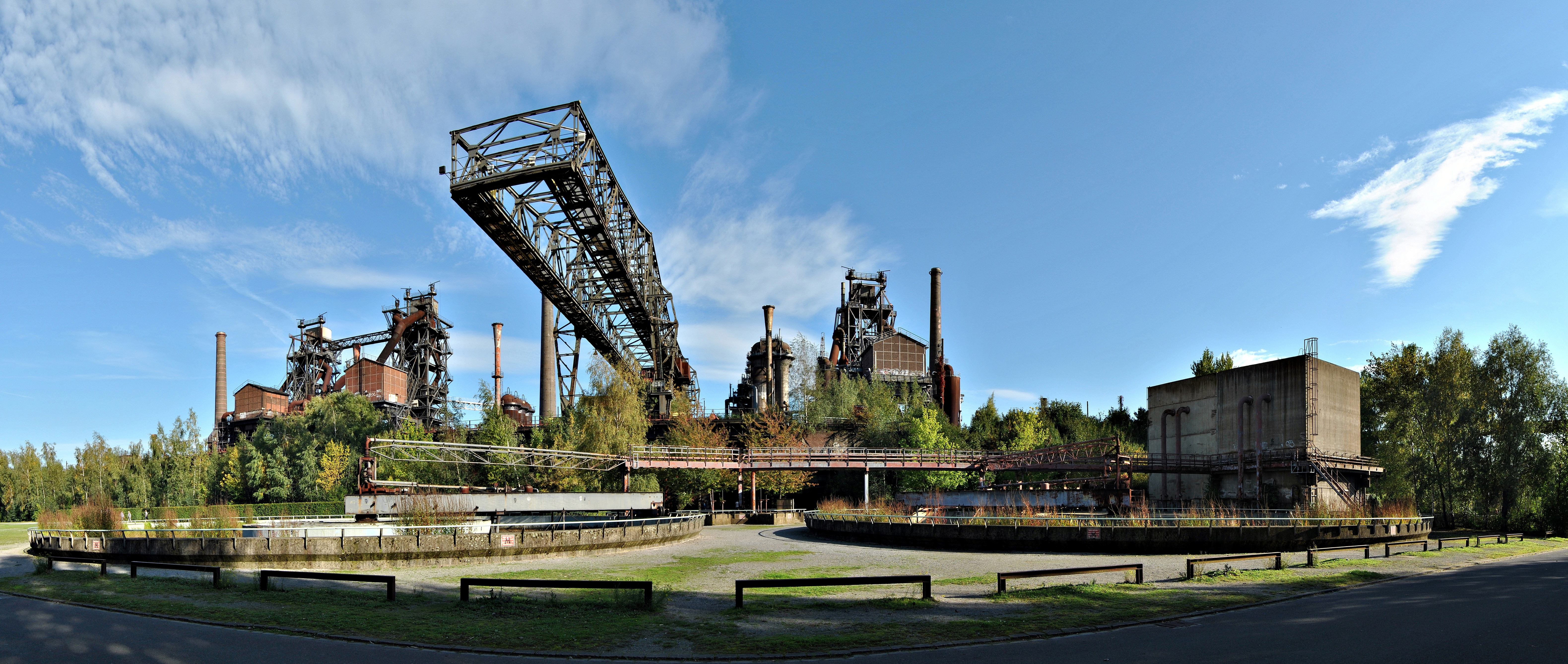
デュイスブルクノルドランドスケープパークの主要要素のパノラマビュー：高炉2、優れたワニ、高炉5（v。 リットル。 n個。 r。）、前景の沈降タンク

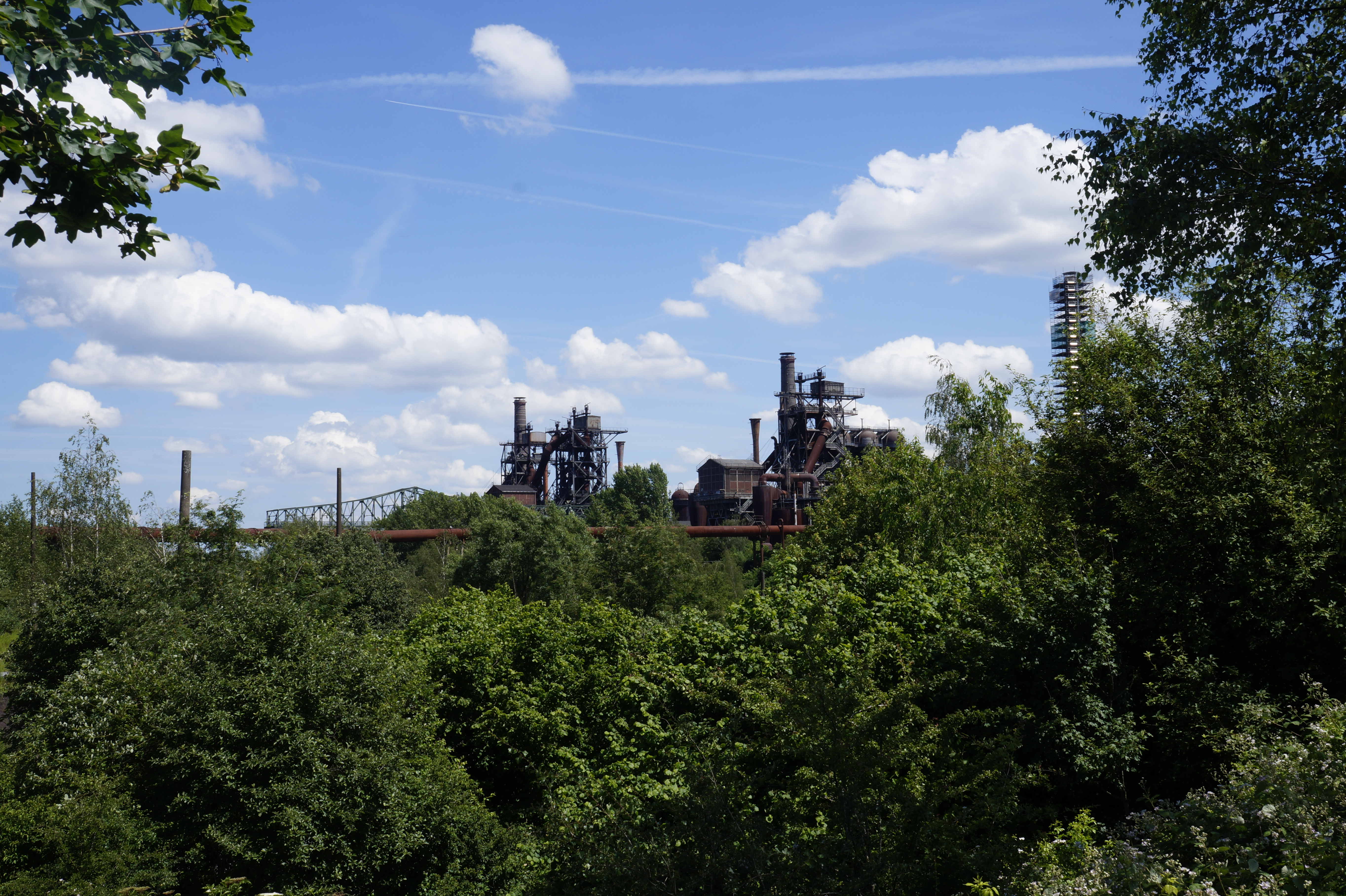
溶鉱炉

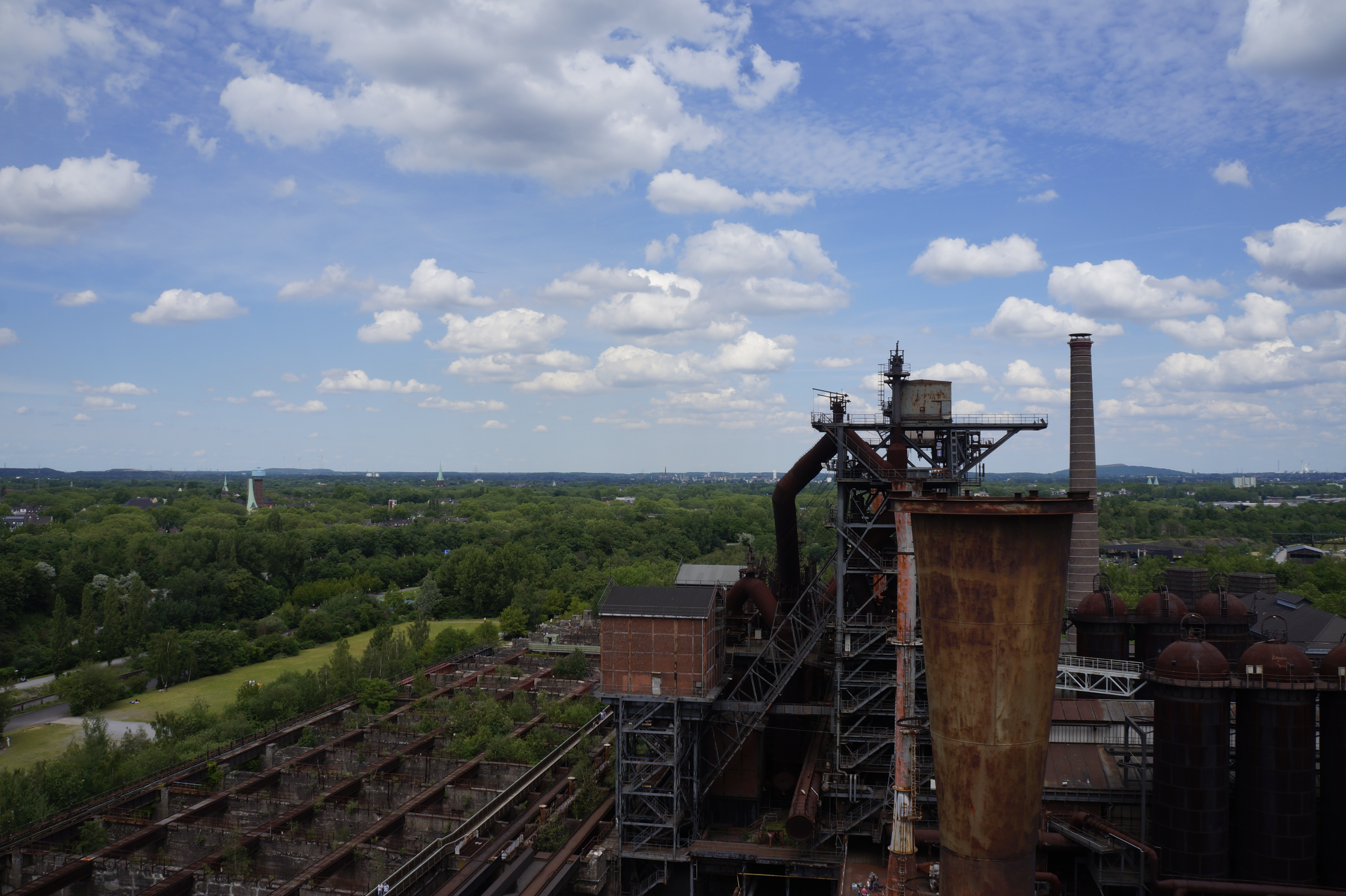

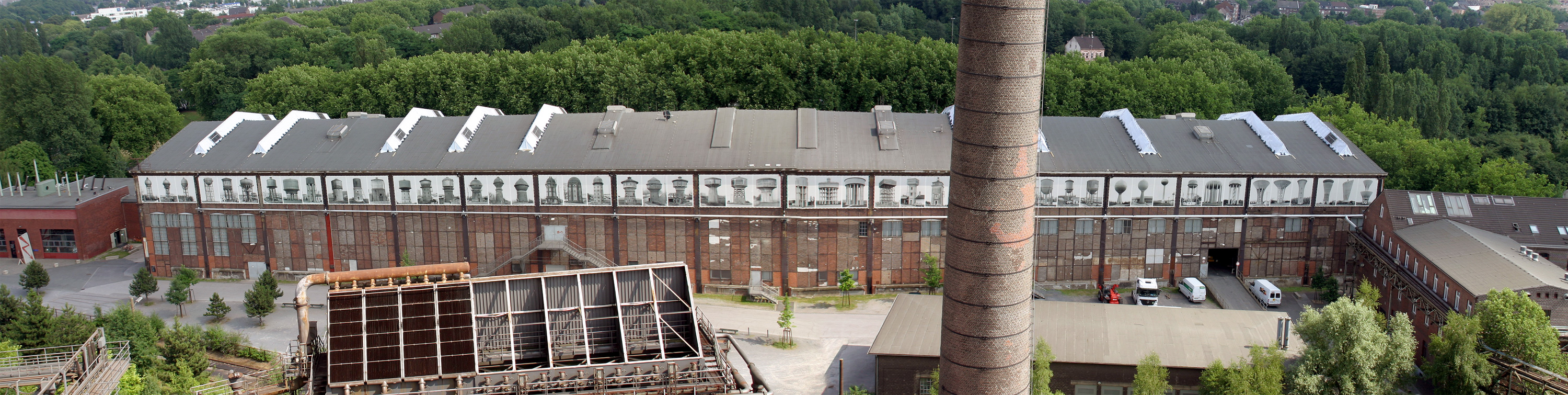
発電所と、 ベルントとヒラベッチャーによる写真のインスタレーションを備えた今日のイベントホール

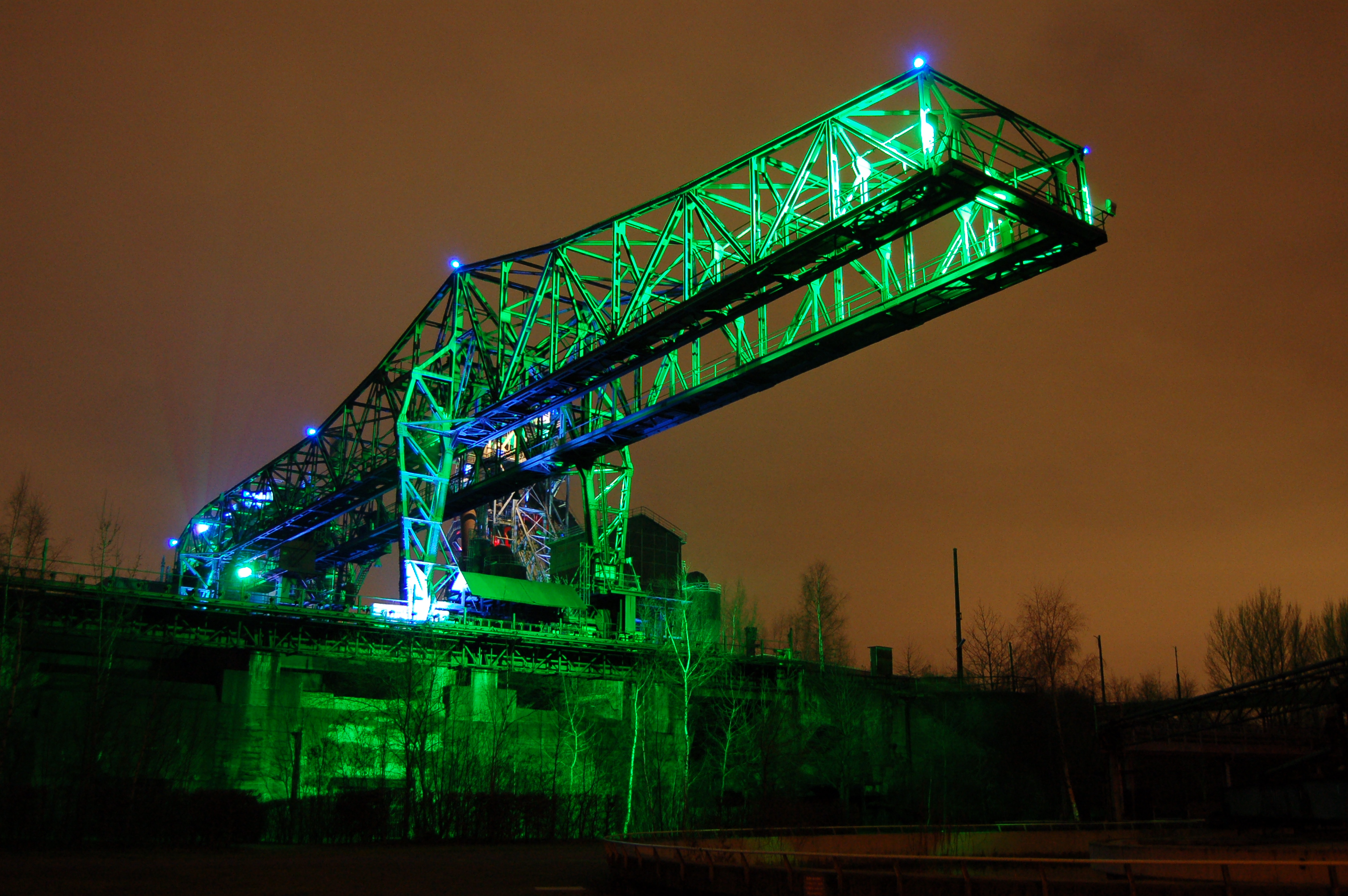
ジョナサンパークによる軽いインスタレーションを備えた「ワニ」

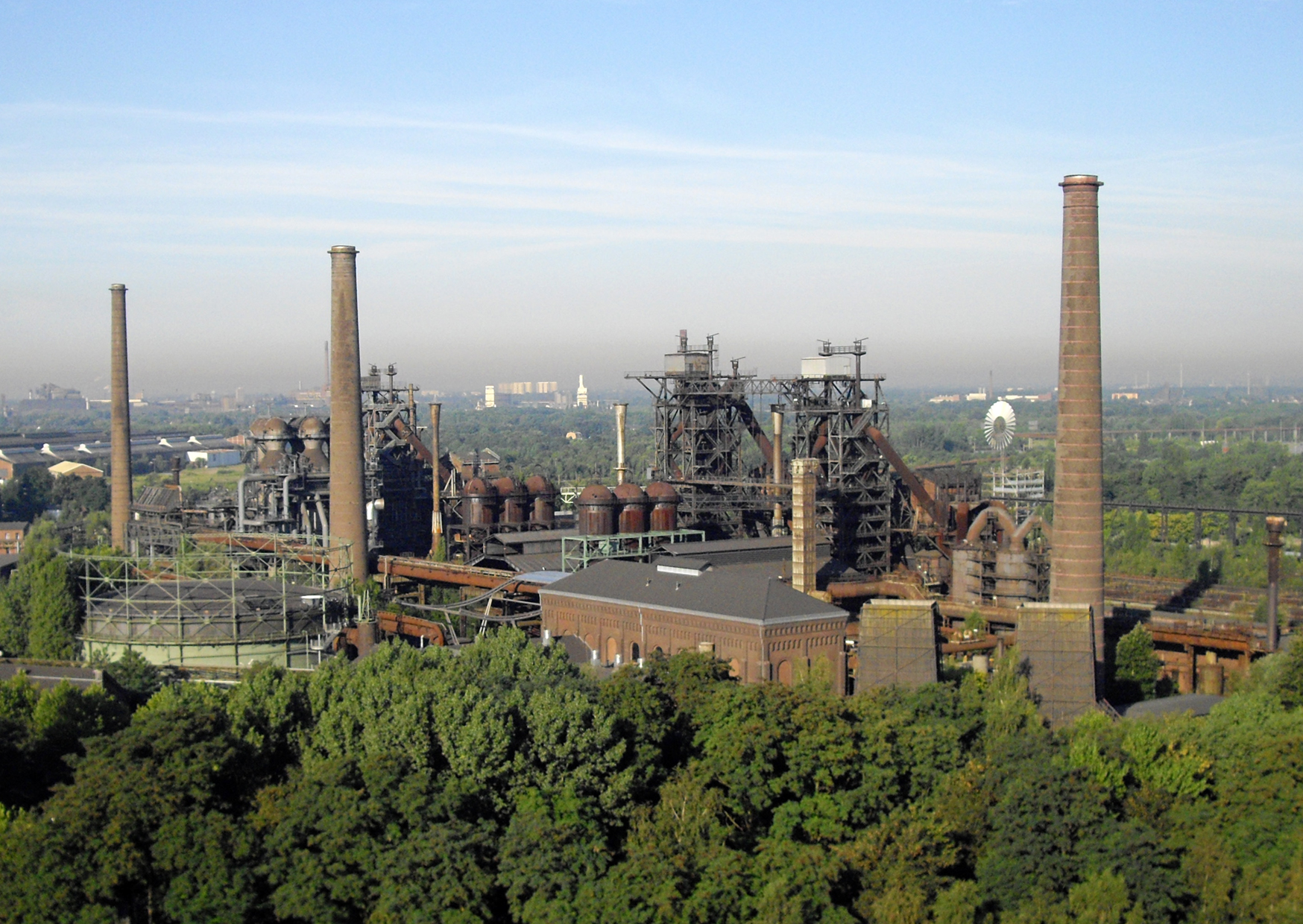
使われなくなった冶金工場の空撮

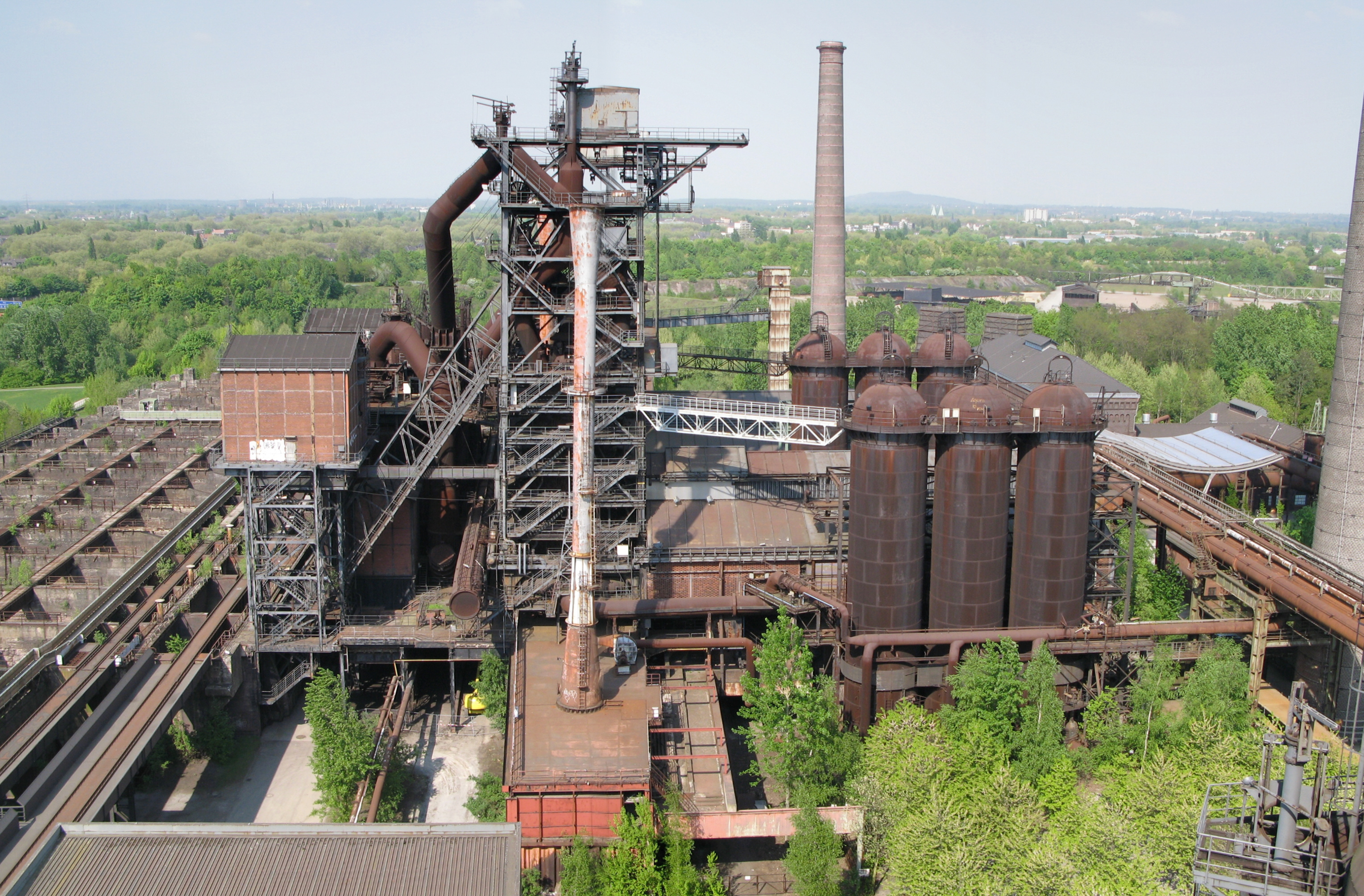
高炉 5から見た操業停止プラントの高炉プラント 1および2

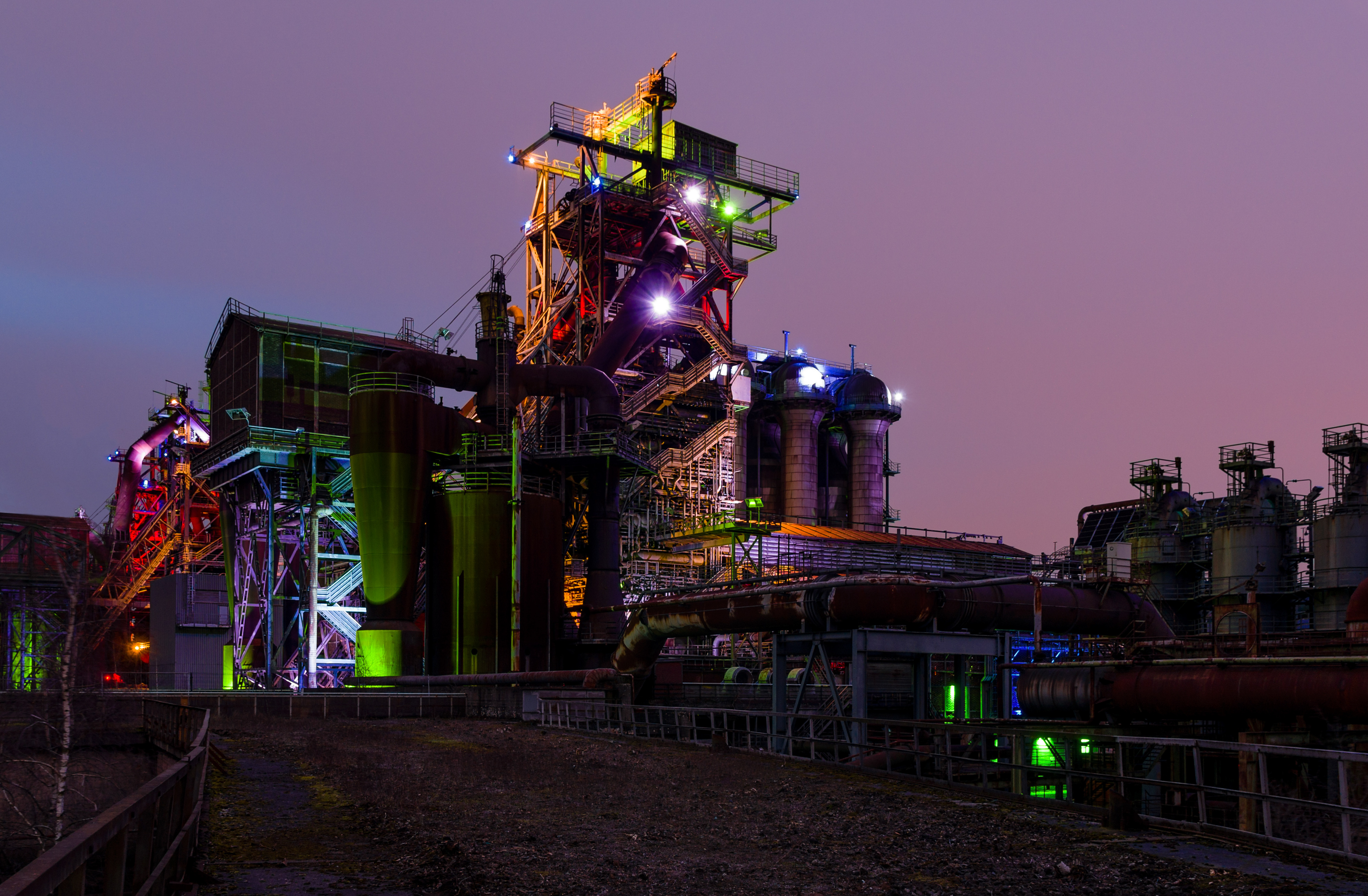
ウォークインビジタープラットフォームを備えた照明付き高炉5

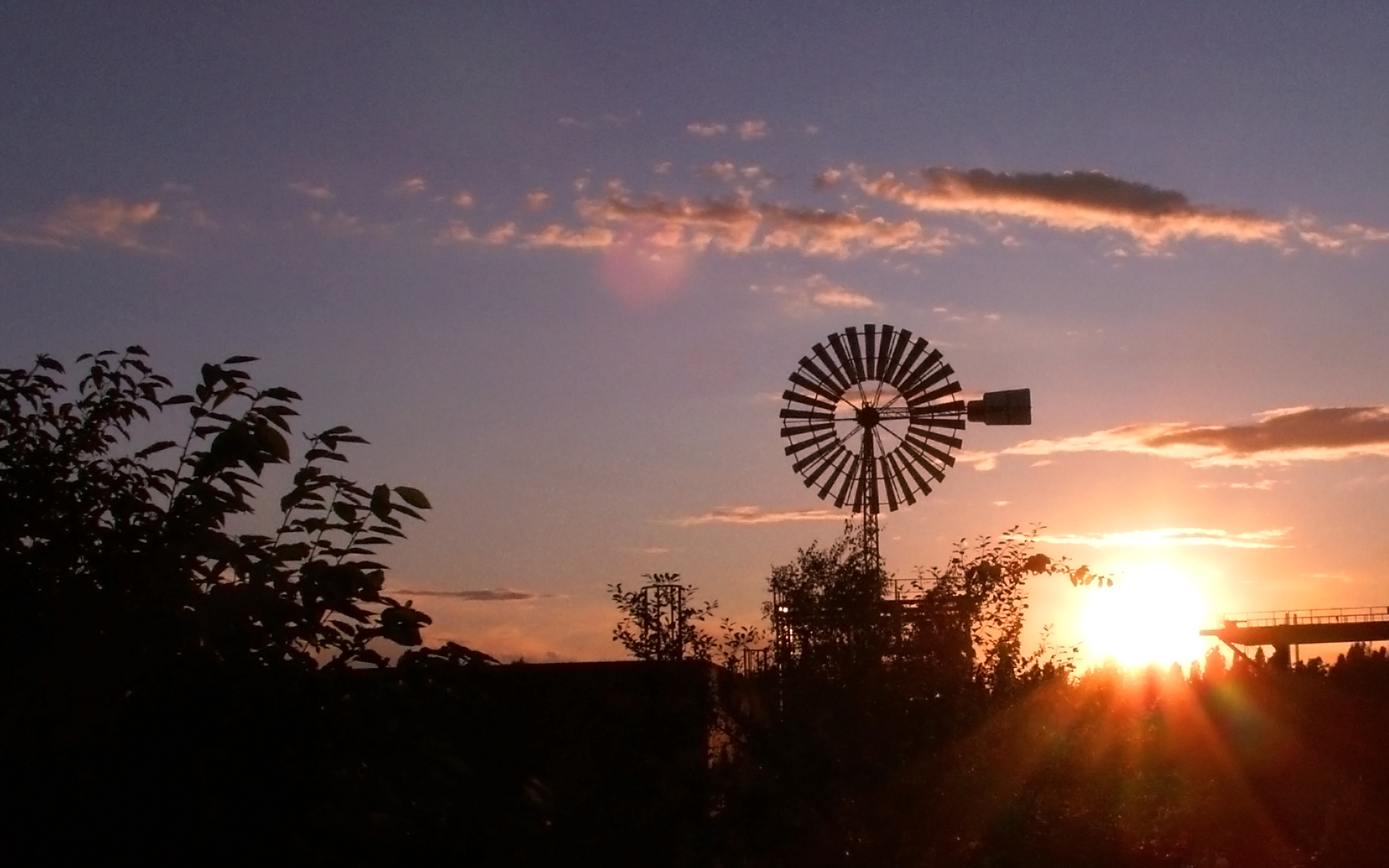
日没時のLaPaDuの風力タービン

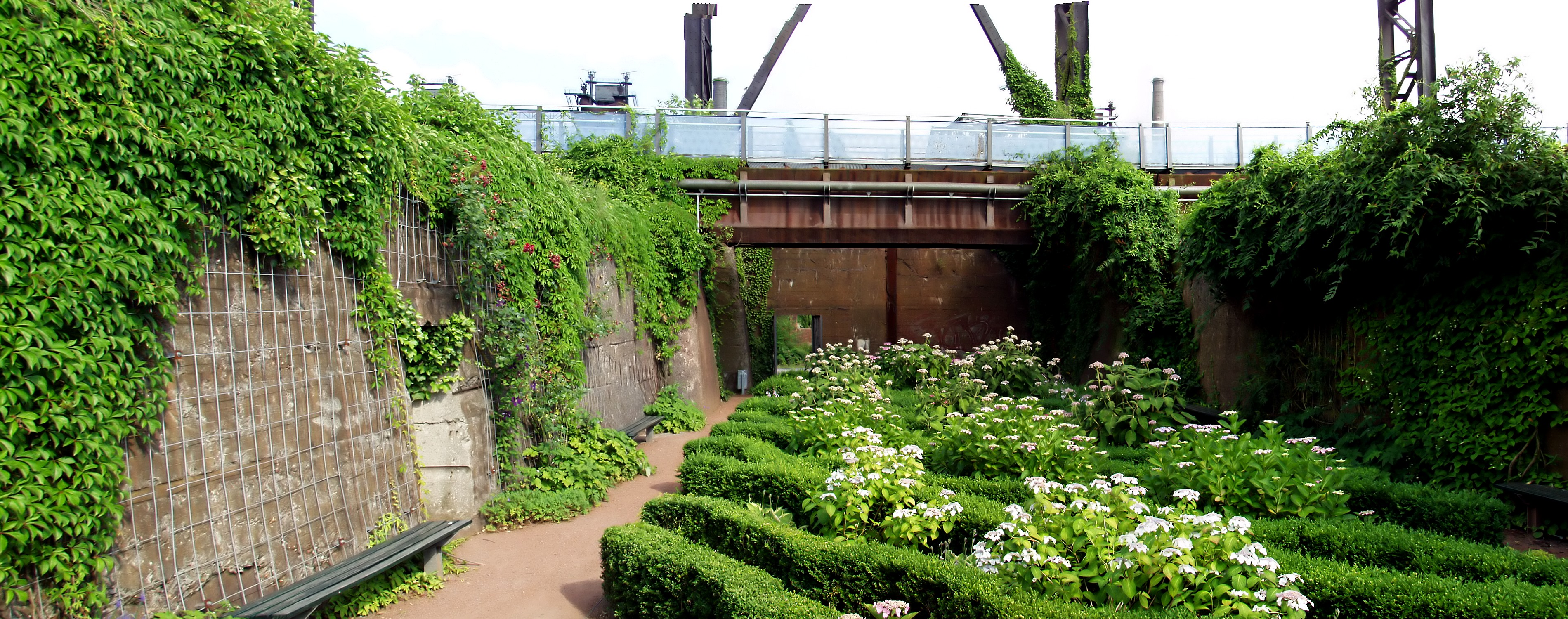
バンカーの庭園

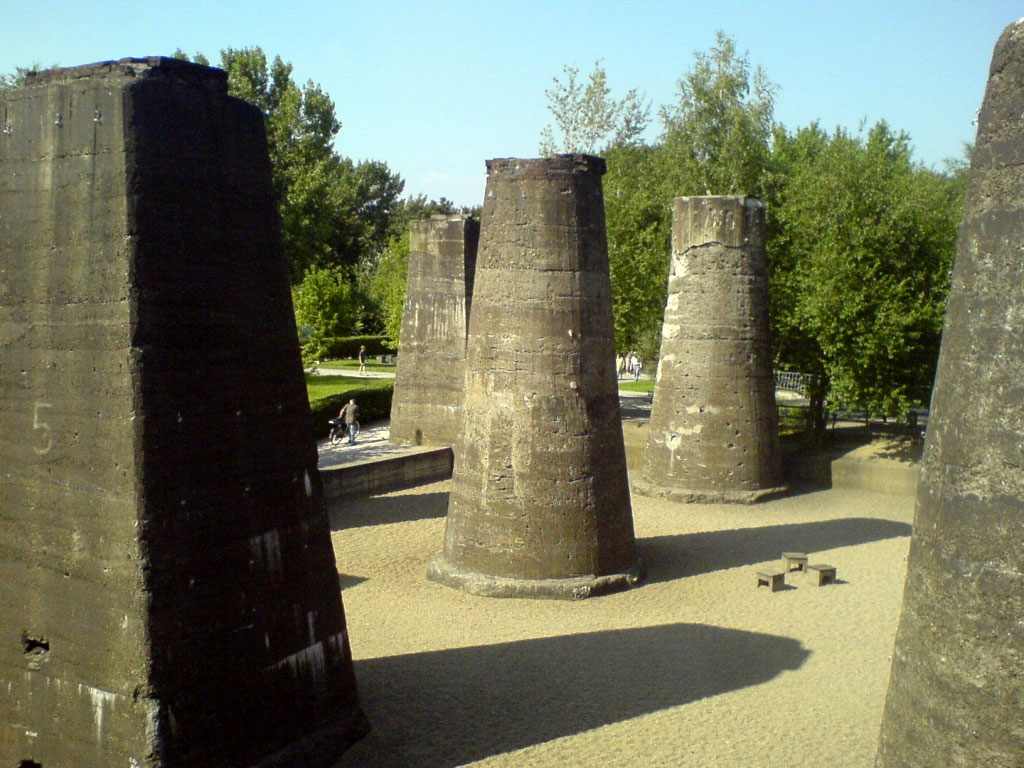
メーラーバンカーのクライミングガーデン

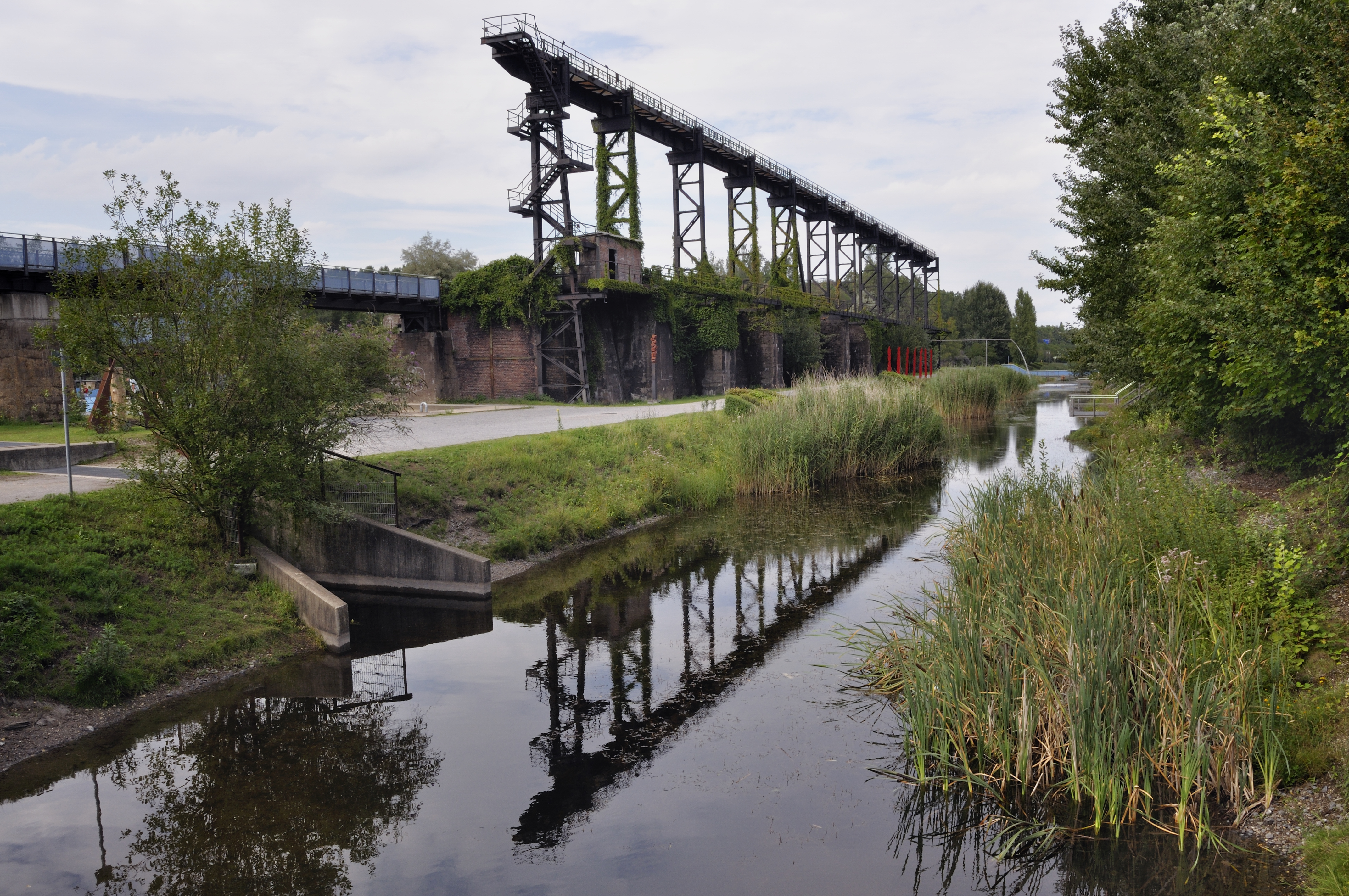
景観公園を通る古いエムシャーに沿った遊歩道

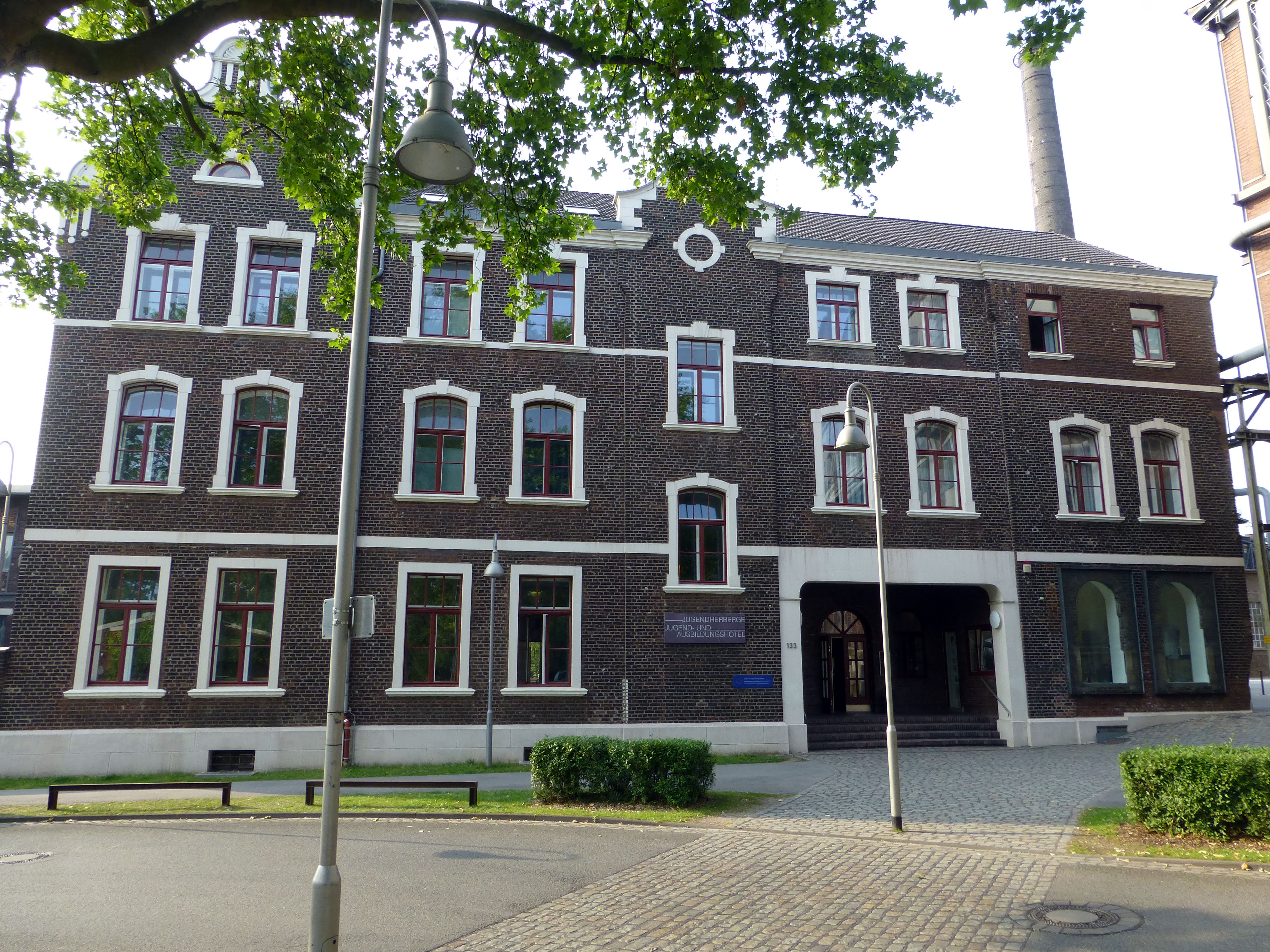
旧行政-ユースホステルとして機能

デュースブルク・ノルト景観公園 （デュースブルク・ノルトけいかんこうえん、ドイツ語: Landschaftspark Duisburg-Nord、略称: LaPaDu、通称: 「ランディ」）は、 国際建築展エムシャー公園の一部として作成された、 デュイスブルク - マイデリッチの廃止された冶金工場周辺の約180エーカーの 景観公園。ランドスケープパークは、ヨーロッパ産業遺産 ルートと ルール地域 産業遺産ルートのアンカーポイントの1つ。英国の新聞The Guardianは、Landscape Park Northを世界の10の都市公園に挙げている。ほかはハイライン（ニューヨーク） 、 ビュットショーモン（パリ）、ハムステッドヒース （ロンドン）、 グエルパーク （バルセロナ）など 。 

## 歴史
旧工場は、後にティッセングループの子会社であった「Rheinische Stahlwerke zu Meiderich bei Ruhrort 」によって1901年に設立された。合計5つの高炉は、84年間で3,700万トンの特殊鋼鉄を生産したが通常はティッセン製鉄所でのさらなる処理の予備製品としてである。 
高炉 3と4は、それぞれ1968年と1970年にそれぞれ取り壊され、高炉1と2は1982年に廃止されたため、1973年に建設された高炉5のみが稼働したままであったが1985年、欧州の鉄鋼市場の生産能力が過剰になったため、操業開始からわずか12年でこれも停止。ティッセンは、鉄鋼生産をライン川沿いのはるかに大きく、より近代的な設備を備えた周辺の主要生産地域（現在はティッセンクルップスチールの一部であるブルックハウゼン工場とシュヴェルガーン工場）にシフト。 
次の年にはハンボルンのすべての建物と国際建築展「エム シャーパーク」においてマイデリッヒの残りの3つの高炉プロジェクトを国際設計競技として公募、ランドスケープアーキテクト ペーター・ラッツ +パートナーを獲得した。 1988年以来、 Interessengemeinschaft Nordpark Duisburg協会は実施計画を支援。 1990年から1999年にかけて、建築家の計画に従ってホール、建物、および敷地が再設計され、利用できるようになったため、今日ではこの公園はミレニアムの最も重要な造園プロジェクトの1つとされる。1994年に公園は一般公開され、現在、産業遺産のルート上のアンカーポイントを形成し、欧州産業遺産のルートに統合されている。 
2009年にはグリーングッドデザイン賞、2005年EDRAプレイス賞、2004年プレイアンドレジャー賞、2001年グランデメデイユドゥルバニズム、および2000年第1回ヨーロッパランドスケープアーキテクチャ賞を受賞 。 
同程度の博物館のような、しかしはるかに小さい高炉アンサンブルは、ハッティンゲンでかつてヘンリッヒシュッテで発見され、最後にティッセンAGが操業し、ドルトムントヘルデでは残り2つの高炉となったフェニックスウエストの ヘッシュAGで見られます。 

## 公園の開発

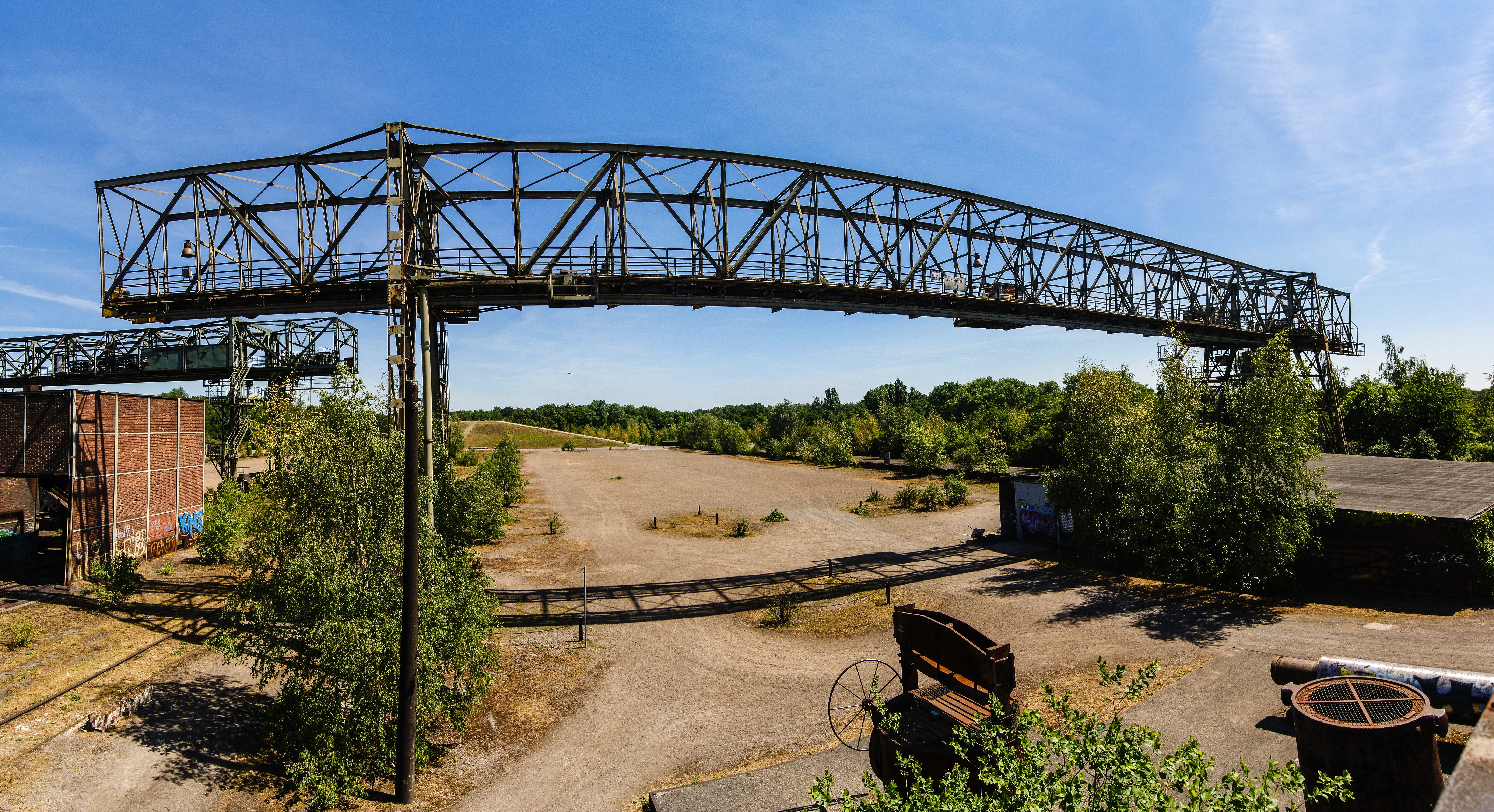
風景公園の屋外エリアのクレーン

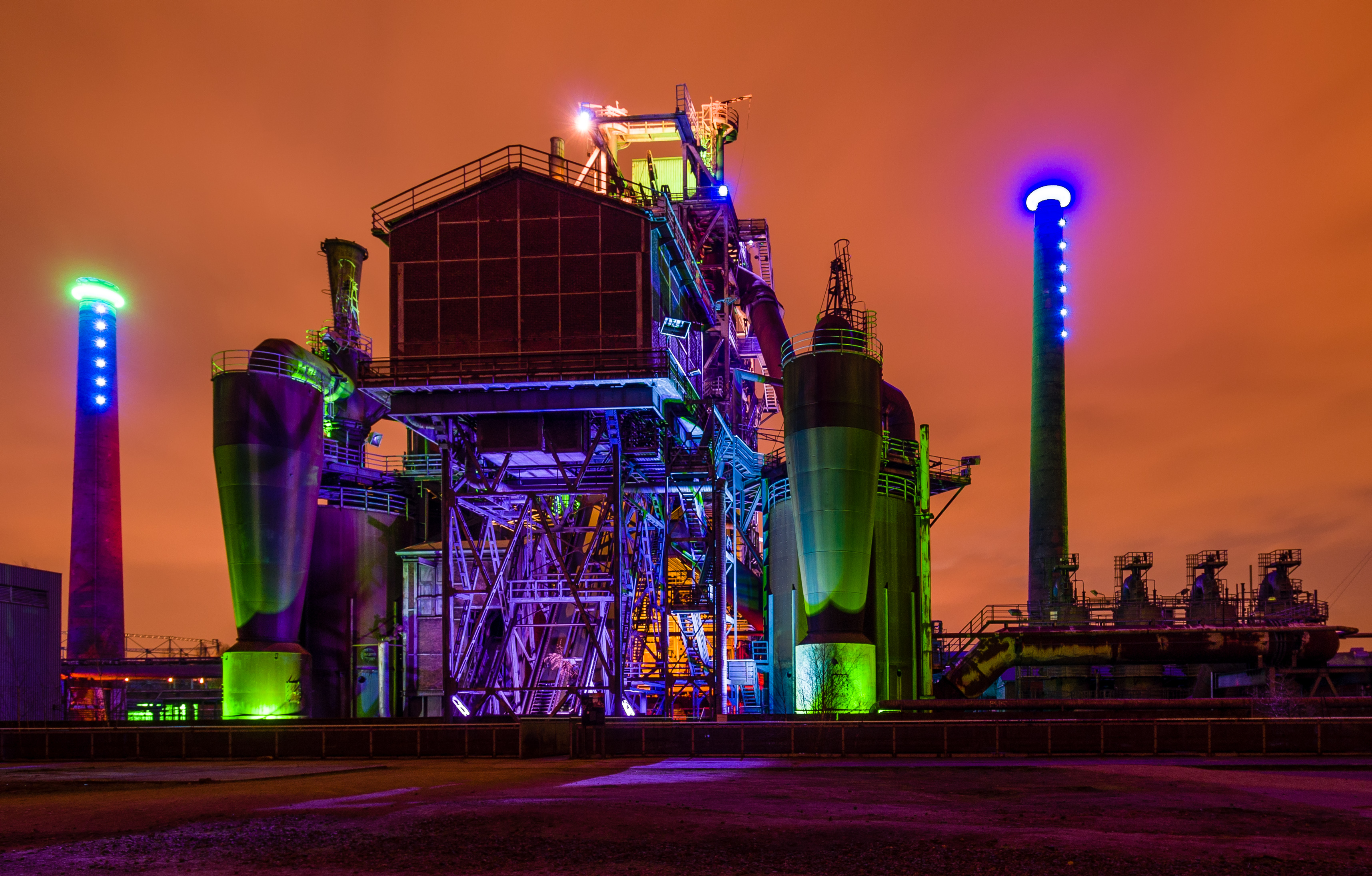
照明付き高炉5

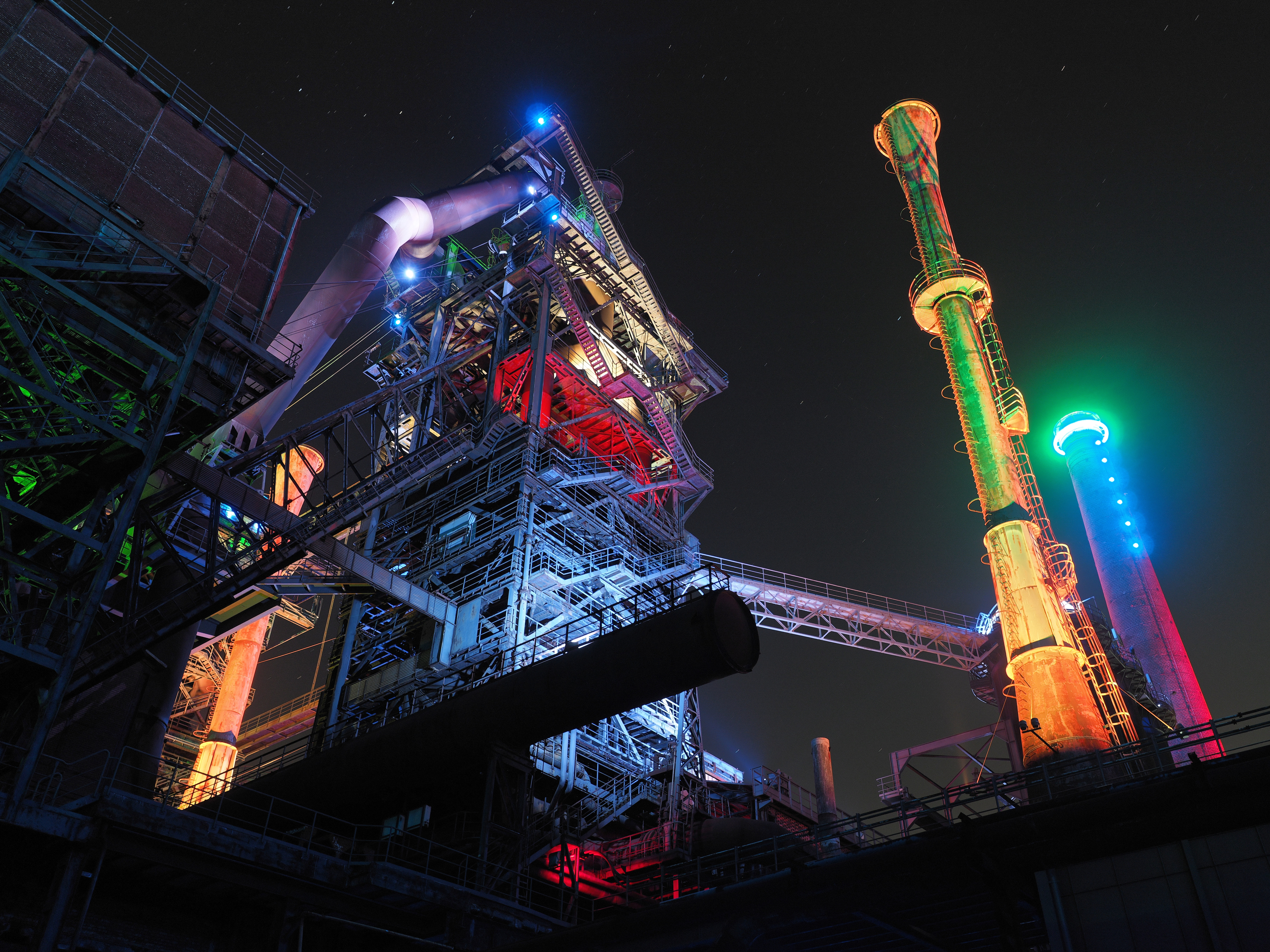
高炉2の軽量設備

1994年に製鉄所が最初に一般公開されて以来、訪問者、ハイカー、サイクリスト、スポーツクラブ、主催者、関心グループがそれぞれの目的で公園を利用している。デュイスブルク市の持株会社であるデュイスブルクマーケティングGmbHは、プロジェクトのさらなる開発を引き続き管理している。 